# 恋腿

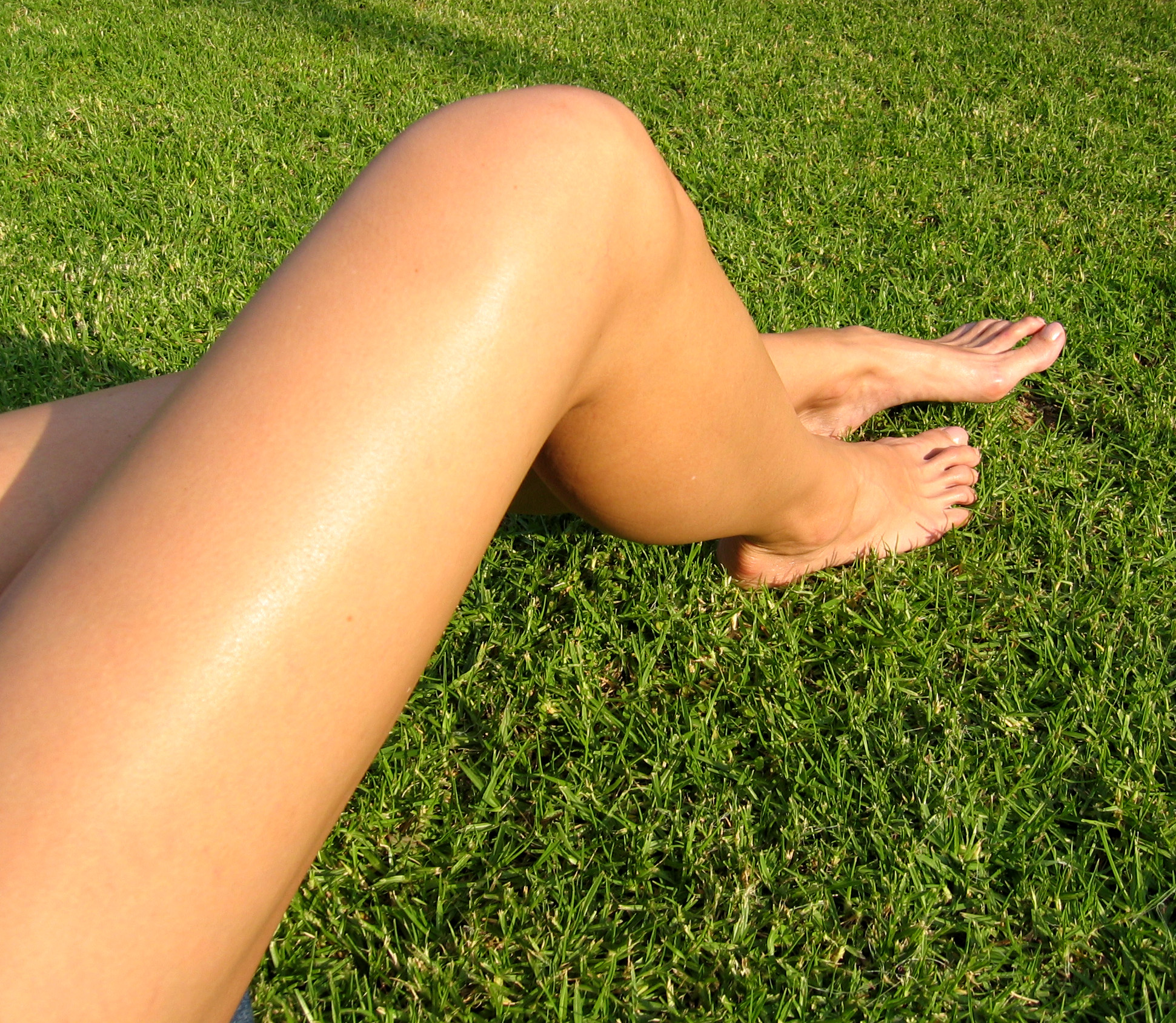
一名女性的雙腿

恋腿是一種戀物癖，對象是腿，也就是說大腿、膝盖或小腿對某些人來說更有性吸引力。恋腿者可能特別希望別人能穿上短裤、裙子、高筒靴或丝袜，因為此時他就可以看到別人露出的腿部。恋腿者希望能撫摸別人的腿部，也有可能會盯著別人的腿部看。
對於男性恋腿者來說，女人的腿部最有吸引力，這相當於女人的臀部和乳房對其他非恋腿者的吸引力。
尽管大多數恋腿者是男性，但這也不絕對。 2008年，弗羅茨瓦夫大學邀請200名男性和女性志愿者參加測試。大學研究人員向志願者展示了身高相同但腿长不同的人的照片。他们的研究表明，所有男女都认为长腿更有吸引力；大多数人喜欢比平均长度长5%的腿，并且发现女性最理想的腿部长度應該是上半身长度的1.4倍。加州大学洛杉矶分校心理学副教授玛蒂·哈瑟尔顿表示：“不管男女，其實都喜歡大長腿伴侶。” 